# Тавуська фортеця
Тавуська фортеця (вірм. Տավուշի ամրոց) — середньовічна фортеця Тавуш знаходиться на околиці міста Берд Тавушського марзу (області) Вірменії. Поруч протікає річка Агстев. Свого часу фортеця грізно охороняла ущелину і була неприступною. Поруч розташовуються села Навур, Чінчін, Верин Кармірахпюр і Норашен.

## Історія
У писемних джерелах згадується з початку X століття як резиденція намісників вірменського царя Ашота Ерката. У X-XI століттях фортеця належала Лорійскій Кюрікідам. На території фортеці до сих пір знаходять черепки старовинного глиняного посуду та інші дрібні предмети. Фортеця була однією з небагатьох укріплень, які мали злагоджену систему водопостачання. Через те, що з XIV століття фортеця була покинутою, у неї поганий стан. Люди не можуть проникнути всередину фортеці, так як її вхід/входи все ще не досліджені.

## Будова
Тавуська фортеця складається з цитаделі і нижньої фортеці. Цитадель займає високу скелясту вершину. Висота стін сягала 12 метрів. Нижня фортеця знаходилася на східному схилі пагорба, де збереглися руїни циклопічних стін, церкви, житлових і господарських приміщень.

## Назва
Тавуська фортеця дала свою назву Тавушському марзу (області) Вірменії.